# 奥菜亜美
奥菜 亜美（おきな あみ、1981年1月16日 - ）は、日本の元AV女優。
1999年、メディアタイフーン作品で経験人数150人以上という触れ込みでデビュー。SODセルビデオ作品出演でブレイクした。
一部のアダルトサイトなどでは「おくな あみ」との読み方で紹介されることがあるが間違いで、「おきな あみ」が正しい。

## 主な出演作品

### アダルトビデオ
2001年
- 奥菜亜美100人斬りスペシャル (2001年9月21日、TMA)
- ラビリンス REMIX 池乃内るり 奥菜亜美 (2001年10月27日、エクストリーム)
- 奥菜亜美ベストセレクション (2001年11月20日、SODクリエイト)

2002年
- レイプドラマBABEシリーズ第8巻 奥菜亜美 (2002年7月5日、小室友里との共作、SODクリエイト)
- 中出しエロマンチョ 奥菜亜美 (2002年7月19日、SODクリエイト)[1]
- 汁・レズ・中出し 奥菜亜美 (2002年9月20日、徳井唯が共演、SODクリエイト)
- ヤリマン公衆便女 (2002年10月19日、SODクリエイト)

2003年
- 裏女尻 奥菜亜美 (2003年10月31日、ジャパンホームビデオ)

2004年
- エンドレスFuck 奥菜亜美 (2004年2月15日、マルクス兄弟)
- 誘惑ミセス 32 奥菜亜美 (2004年3月26日、U&K)

他、総集編など